# The Silhouettes
För den svenska gruppen med samma namn, se The Silhouettes (svensk grupp)
The Silhouettes var en amerikansk doo wop-grupp som grundades 1956 och fick en hit med låten "Get A Job". 
"Get A job" kom att erövra första plats på den amerikanska Billboard Hot 100-listan, Rhythm & blues and pop 1958. Låten blev gruppens enda riktiga framgång. 
När 1950-tals revivalen inleddes i början på 1970-talet kom gruppens låt att medverka i filmen Sista natten med gänget (American Graffiti). Några år senare kom låten även att medverka i filmen Stand By Me. 	
Den svenska rock'n'roll och doo wop gruppen The Boppers har spelat in en egen version av låten. 

## Medlemmar
Originalbesättning
- Bill Horton (f. 25 december 1929 – d.23 januari 1995) – ledsång (1956–1961, 1980–1993)
- Raymond Edwards (f. 22 september 1922 i Virginia – d. 1997 i Philadelphia) – sång (bas) (1956–1961, 1980–1993)
- Earl Beal (f. 18 juli 1924 i Donora i Pennsylvania – d. 22 mars 2001) – sång (baryton) (1956–1968, 1980–1993)
- Richard Lewis (f. 2 september 1933 – d. 19 april 2005 i Philadelphia) – sång (tenor) (1956–1968, 1980–1993)

Senare medlemmar
- John Wilson (f. 1940 i Philadelphia – d. 21 september 2009 i Spartanburg) – ledsång (1961–1968)
- Cornelius Brown – sång (bas) (1961–1968)

## Diskografi (urval)
Singlar
- 1958 – "Bing Bong" / "Voodoo Eyes"
- 1958 – "Get a Job" / "I Am Lonely" (#1 på Billboard R&B singles chart, #1 på Billboard Hot 100)
- 1958 – "Headin' for the Poorhouse" / "Miss Thing"
- 1962 – "Wish I Could Be There" / "Move On Over (To Another Land)"

Samlingsalbum
- 1996 – Get a Job
- 2001 – The Complete Package